# ベーデン＝パウエル男爵
ベーデン＝パウエル男爵（英: Baron Baden-Powell）は、連合王国貴族の男爵位。
ロバート・ベーデン＝パウエル中将が1924年に叙されたのに始まる。

## 歴史

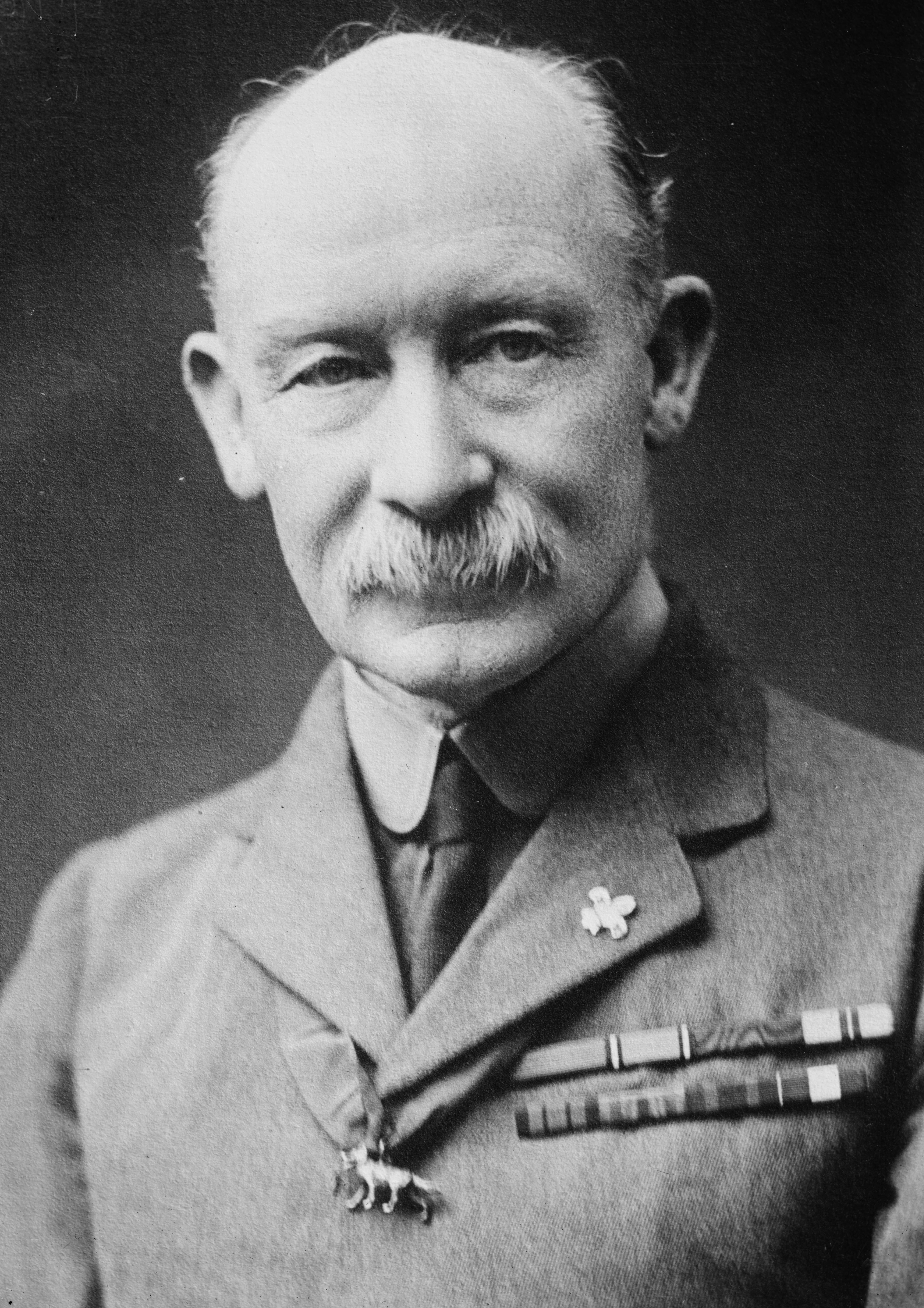
初代ベーデン＝パウエル男爵ロバート・ベーデン＝パウエル中将

ボーア戦争・マフェキング包囲戦の英雄でボーイ・スカウトの創設者である陸軍軍人ロバート・ベーデン＝パウエル中将（1857 – 1941）は、1922年12月4日に（ベントリーの）準男爵（Baronet "of Bentley"）、1929年9月17日に連合王国貴族爵位エセックス州におけるギルウェルのベーデン＝パウエル男爵（Baron Baden-Powell, of Gilwell in the County of Essex）に叙された。
初代男爵の死後、その長男のアーサー・ロバート・ピーター・ベーデン＝パウエル（1913 – 1962）は2代男爵位を継承した。2代男爵の死後、その長男ロバート・クラウス・ベーデン＝パウエル（1936 – 2019）が3代男爵位を、そして3代男爵の死後、弟（2代男爵の次男）デイヴィッド・マイケル・ベーデン＝パウエルが4代男爵位を継承した。現当主は4代男爵の長男デイヴィッド・ロバート・ベーデン＝パウエル。
爵位に対するモットーは、『安定あるところにパウエルあり(Ar Nyd Yw Pwyll Pyd Yw)』。

## ベーデン＝パウエル男爵 (1929年)
- 初代ベーデン＝パウエル男爵ロバート・スチーブンソン・スミス・ベーデン＝パウエル（1857 – 1941）
- 2代ベーデン＝パウエル男爵アーサー・ロバート・ピーター・ベーデン＝パウエル（英語版）（1913 – 1962）
- 3代ベーデン＝パウエル男爵ロバート・クラウス・ベーデン＝パウエル（英語版）（1936 – 2019）
- 4代ベーデン＝パウエル男爵デイヴィッド・マイケル・ベーデン＝パウエル（英語版）（1940 – 2023）
- 5代ベーデン＝パウエル男爵デイヴィッド・ロバート・ベーデン＝パウエル（英語版） （1971 – ）
  - 法定推定相続人は現当主の長男オナラブルマクスウェル・ベーデン＝パウエル（2009 – ）。